# Novaculina siamensis
Novaculina siamensis is een tweekleppigensoort uit de familie van de Pharidae. De wetenschappelijke naam van de soort is voor het eerst geldig gepubliceerd in 1889 door Morlet.